# 宝乐茶园
宝乐种植私人有限公司（商业名称为BOH，旧时亦称“保安茶”）是马来西亚最大的红茶制造商，该公司拥有国内和国际分销业务。宝乐茶园位于马来西亚彭亨州金马仑高原，也是马来西亚最大的茶叶种植园。
宝乐种植于1929年由J. A.罗素创立，J. A.罗素是英国殖民时期在马来亚的一名英裔商人。罗素于1890年七岁抵达吉隆坡；当时的主要出口产品是锡。在宝乐茶之前，罗素曾在海峡贸易公司工作，学习说几种汉语方言及马来语，并与富有的华人锡矿工人建立了联系。除了投资锡，罗素和他的兄弟（菲利普、唐纳德和罗伯特）还在1908年投资了新兴的橡胶工业。罗素和菲利普还投资了与铁路相关的建设，包括旧吉隆坡火车站。1913年，罗素买下了怡保市近三分之一的地产。他和唐纳德（来自科罗拉多矿业学院的采矿工程师）于距离首都25公里外的雪兰莪煤炭山建立了一个煤炭开采设施。

## 历史

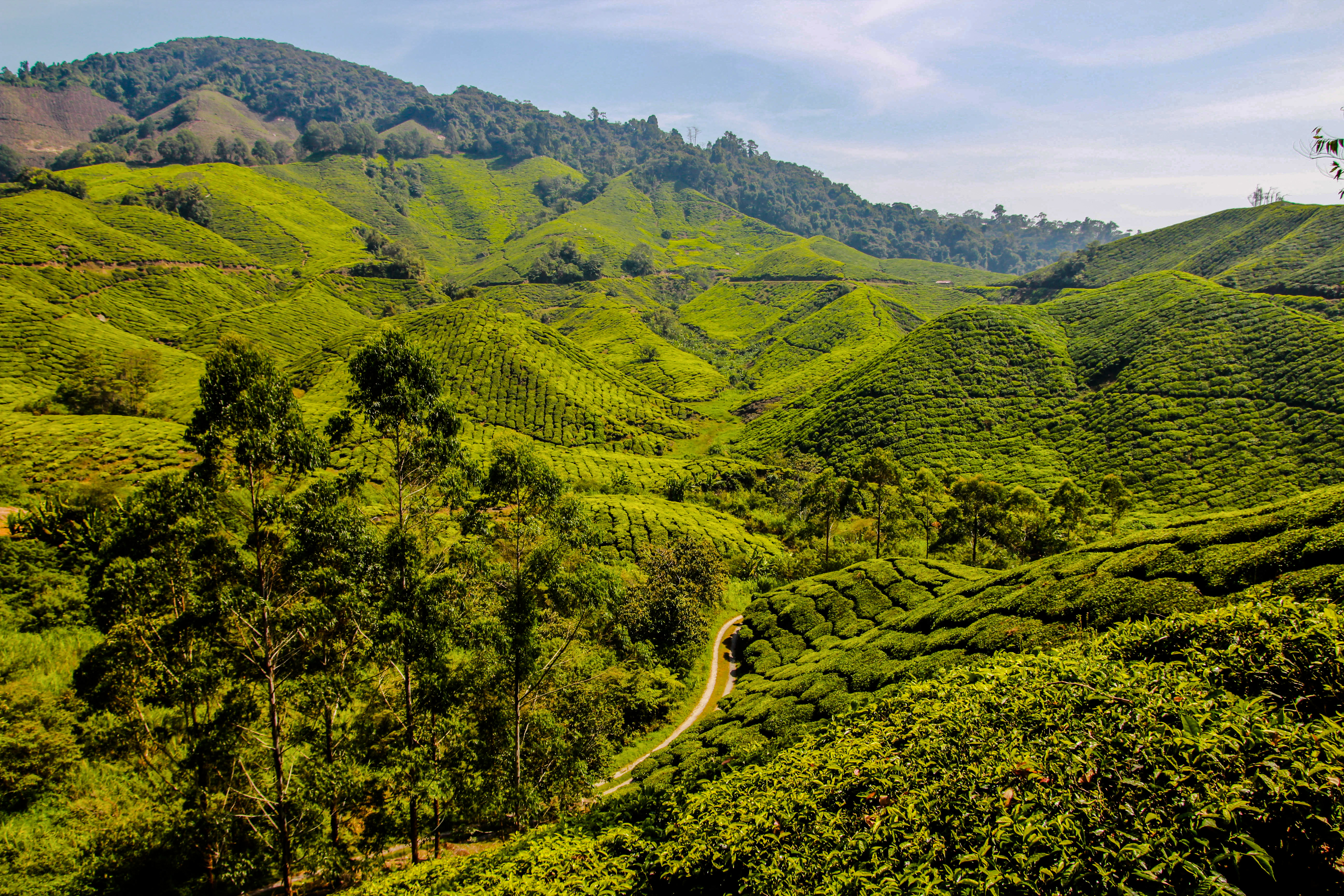
马来西亚金马仑高原的宝乐茶园。

尽管宝乐茶于1929年成立时全球正经历着大萧条，但由于市场对茶叶的需求依旧稳定，这使罗素对茶园业务持乐观态度。 罗素取得了哈布第一个宝乐茶园的土地特许权（与来自锡兰的资深茶园种植者A.B.米尔恩共有），同时也是金马仑的第一个茶园。当时，这片土地处于尚未开发的丛林地形，以及许多陡峭的山坡；在压路机和骡队的帮助下，一座阶梯式茶园便由此而来。
截至2016年，宝乐种植拥有四个茶园：位于哈布（最初的）、费尔利、双溪巴拉斯和雪兰莪的茶山（Bukit Cheeding）。 主花园附近有一家包装厂。 BOH 提供工厂参观。这四个茶园占地面积合计为约1.200公顷，每年可生产约400万公斤茶叶，约占马来西亚茶叶产量的70%。